# Piacenza ACF
Piacenza ACF – włoski klub piłki nożnej kobiet, mający siedzibę w mieście Piacenza, na północy kraju.

## Historia
Chronologia nazw:
- 1968: Pro Loco Travo
- 1968: Piacenza A.C.F.
- 1969: Brevetti Gabbiani Piacenza A.C.F.
- 1972: Capellini Mobili Piacenza A.C.F.
- 1973: Sisal Moquettes Piacenza A.C.F.
- 1976: Pulivapor Piacenza A.C.F.
- 1977: Piacenza A.C.F.

Klub piłkarski Pro Loco Travo został założony w mieście Travo w 1968 roku. W 1968 zespół przyłączył się do F.I.C.F. i startował w mistrzostwach Serie A. Po zakończeniu sezonu przeniósł siedzibę do pobliskiego miasta Piacenza i zmienił nazwę na Piacenza A.C.F.. W 1970 po uzyskaniu nowego sponsora z nazwą Brevetti Gabbiani Piacenza A.C.F. zdobył srebrne medale mistrzostw. W 1971 osiągnął pierwszy swój sukces, zdobywając swój pierwszy tytuł mistrzowski. W sezonie 1976 zajął środkowe 6.miejsce, ale zrezygnował z występów w Serie i następny sezon rozpoczął w Serie Interregionale z nazwą Pulivapor Piacenza A.C.F.. W 1977 najpierw zajął pierwsze miejsce w grupie B, a potem zwyciężył w półfinale grupy, przegrywając w finale 0:1 z Jolly Componibili Cutispoti. Po zakończeniu sezonu stracił sponsora Pulivapor i wrócił do historycznej nazwy Piacenza A.C.F.. W 1978 był trzecim, w 1979 drugim, a w 1980 pierwszym w grupie A Serie B i wrócił do Serie A. W 1983 uplasował się na trzeciej pozycji w najwyższej klasie, ale w następnym sezonie zrezygnował z dalszych występów i został rozwiązany.

## Stadion
Klub rozgrywa swoje mecze domowe na stadionie Miejskim w Piacenza, który może pomieścić 6000 widzów.

## Sukcesy

### Trofea międzynarodowe
Nie uczestniczył w rozgrywkach europejskich (stan na 01-01-2017).

### Trofea krajowe
- Serie A (I poziom):
  - mistrz (1): 1971 (FICF)
  - wicemistrz (2): 1970 (FICF), 1972
  - 3.miejsce (2): 1973 (FICF), 1983

- Serie B (II poziom):
  - mistrz (1): 1980 (grupa A)
  - wicemistrz (1): 1979 (grupa A)
  - 3.miejsce (1): 1978 (grupa B)